# República de Albania Central
La República de Albania Central (en albanés: Republika e Shqipërisë së Mesme) fue un estado no reconocido de corta duración establecido el 16 de octubre de 1913, con su centro administrativo en Durrës, hoy Albania.

## Historia
El gobierno de la República de Albania Central fue un estado establecido en Durrës el 16 de octubre de 1913 por Essad Pasha Toptani y que finalizó Wilhelm de Wied, príncipe del Principado de Albania, que tomó el control del país a su llegada a Albania el 7 de marzo de 1914. Hay fuentes que conectan el final de la República de Albania Central con la fecha del 1 de febrero de 1914, cuando una delegación albanesa encabezada por Essad Pasha Toptani ofreció el trono albanés a Wilhelm de Wied. La bandera de la República de Albania Central era roja con una estrella blanca en la parte inferior derecha.
La República de Albania Central emitió sus propios sellos postales. Faik Konitza inicialmente dio su apoyo al gobierno de Essad Pasha.

### Essad Pasha Toptani

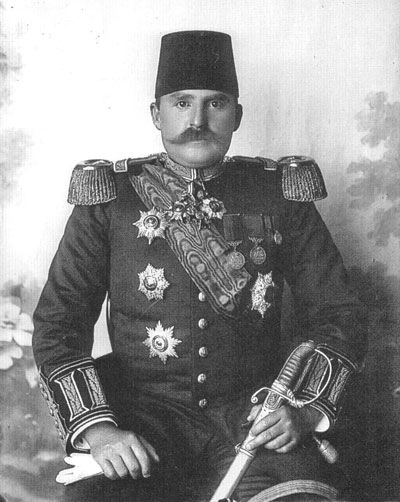
Essad Pasha Toptani

El papel más importante en el establecimiento de la República de Albania Central lo tuvo Essad Pasha Toptani . Durante la Primera Guerra de los Balcanes, se hizo famoso por su resistencia durante el Sitio de Shkodër. Era miembro de la familia Toptani, una de las muchas familias de ricos terratenientes musulmanes feudales que tuvieron un estatus privilegiado durante el dominio otomano. Estos terratenientes musulmanes, junto con los sacerdotes musulmanes, temían perder sus privilegios y estatus tras la firma del Tratado de Paz de Londres y la decisión de las Grandes Potencias sobre el futuro estatuto del territorio que hoy pertenece a Albania.

### Apoyo del Reino de Serbia
El Reino de Serbia acordó apoyar financieramente al gobierno de Essad Pasha e incluso con la fuerza militar por si era necesario. A cambio, Essad Pasha acordó neutralizar a un gran grupo de unos 20.000 kachaks de Kosovo y Macedonia. Quienes Fueron dirigidos por Isa Boletini y apoyados por Ismail Qemali y su Gobierno Provisional de Albania. Essad Pasha acordó ayudar al Reino de Serbia a adquirir parte de las áreas costeras al norte de Black Drin.

### Relaciones con el Imperio Otomano

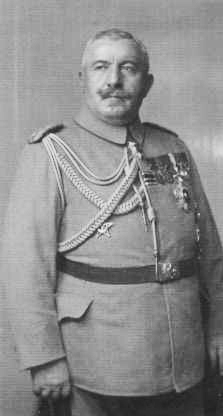
Ahmed İzzet Pasha

Los terratenientes y sacerdotes musulmanes pro-otomanos apoyaron a Essad Pasha Toptani, quien permaneció leal al Imperio Otomano durante la Primera Guerra Mundial y mantuvo estrechos contactos con el gobierno de Estambul. Los Jóvenes Turcos de Estambul todavía esperaban restaurar la soberanía otomana sobre Albania y enviaron agentes a Albania. Los serbios descubrieron un complot del gobierno de los Jóvenes Turcos y dirigido por Bekir Fikri para restaurar el control otomano sobre Albania mediante la instalación de un oficial otomano-albanés Ahmed Izzet Pasha como monarca. Ismail Qemali apoyó el complot de ayuda militar contra Serbia y Grecia. La Comisión de Control Internacional (ICC), una organización que administraba temporalmente a  Albania en nombre de las grandes potencias, permitió a sus oficiales holandeses que servían como gendarmería albanesa declarar el estado de emergencia y detener el complot. Asaltaron Vlorë del 7 al 8 de enero de 1914, descubrieron más de 200 soldados otomanos y arrestaron a Fikri. Durante el juicio de Fikri surgió el complot y un tribunal militar de la CPI bajo el mando del coronel Willem de Veer lo condenó a muerte y luego se le cambiaria a cadena perpetua, mientras que Qemali y su gabinete renunciaron. Después de que Qemali abandonó el país, la agitación se aseguró en toda Albania.

### Rivalidad con el gobierno provisional de Albania de Qemali

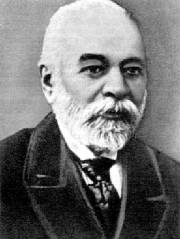
ismail qemali

Mientras Essad Pasha Toptani estableció la República de Albania Central, había otro gobierno rival en Vlore — el Gobierno Provisional de Albania — dirigido por Ismail Qemali que deseaba controlar el territorio de la República de Albania Central. Este gobierno fue establecido por un grupo de albaneses dirigidos por Ismail Qemali y reunidos en cuatro Valiatos otomanos . Durante las negociaciones entre los rebeldes albaneses y los negociadores del Imperio Otomano en 1912, las partes acordaron fusionar los cuatro Valiatos de Kosovo, Scutari, Monastir y Janina en uno, el vilayeto albanés. Desde que comenzó la Primera Guerra de los Balcanes y antes de que se confirmara este acuerdo en la asamblea del Imperio Otomano, este  unido permaneció oficialmente sin reconocimiento. Su independencia fue declarada el 28 de noviembre de 1912 por un grupo de albaneses que Qemali había reunido de los cuatro Valiatos otomanos junto con cuatro hombres, albaneses de Rumania. Austria e Italia apoyaron las intenciones de Ismai Qemali y su gobierno de crear un estado cuyo territorio abarcaría todas las áreas pobladas por albaneses, incluido Kosovo, partes de Montenegro, Macedonia y Grecia.
En su obra Memorando sobre Albania, Essad Pasha Toptani negó que el gobierno de Qemali fuera legítimo y escribió que era "la creación personal de varios hombres". 

## Secuelas
Al establecer la República de Albania Central, Essad Pasha Toptani aisló a los partidarios de Ismail Qemali y su Gobierno Provisional de Albania de la parte norte de Albania, poblada principalmente por población católica que eran reacios a someterse a cualquiera de los dos gobiernos nacionales, al igual que eran reacios a rendirse a la Puerta. Así, después de las guerras de los Balcanes y antes de que el príncipe Wilhelm de Wied tomara el control del recién establecido Principado de Albania el 7 de marzo de 1914, Albania estaba dividida en tres partes. Una parte al norte del río Mat estaba bajo el control de los católicos, la parte central era territorio de la República de Albania Central y bajo el control del gobierno dirigido por Essad Pasha Toptani, mientras que la tercera parte, al sur del río Shkumbin, estaba bajo el control del Gobierno Provisional de Albania dirigido por Ismail Qemali, quien declaró la independencia del Valiato albanés.